# Templo de Baalshamin
El Templo de Baalshamin (en árabe: معبد بعل شمين) fue un antiguo templo en la ciudad de Palmira, Siria, dedicado a la deidad cananea Baalshamin. La fecha de culminación más temprana del templo lo sitúa a finales del segundo siglo antes de Cristo. Fue reconstruido en el 131 d. C. mientras que el altar delante del templo data del 115 d. C. Con la llegada del cristianismo en el siglo IV, el templo se convirtió en una iglesia. Descubierta por los arqueólogos suizos en 1954-1956, el templo fue una de las estructuras antiguas más completas en Palmira. En 1980, la estructura fue designada por la UNESCO como Patrimonio de la Humanidad. En 2015, el templo fue demolido por el Estado Islámico de Irak y el Levante después de la captura de Palmira durante la guerra civil siria.